# Северка (Алтайский край)
Северка — село в Ключевском районе Алтайского края России. Административный центр и единственный населённый пункт сельского поселения Северский сельсовет.

## Промышленность
На территории села расположен «Ключевский лесхоз». Компания относится к отрасли лесное хозяйство, её сфера деятельности — лесопиломатериалы.

## История села
Населенный пункт основан в 1856—1860 годах как посёлок Северный — по своему местоположению: «На севере расположен». В 1890-х годах деревня Северная относилась к Покровской волости, к 1904 году вошла в состав Михайловской волости, в начале 1910-х годов — в состав Ключевской волости Барнаульского уезда Томской губернии. По сведениям 1911 года, в деревне имелись хлебозапасный магазин, паровая мукомольная мельница, пять лавок, казенная винная лавка, склад земледельческих орудий и машин, ежегодно проводились четыре ярмарки, действовало кредитное товарищество, дети обучались в церковно-приходской школе.

## Население
| 1997  | 1998  | 1999  | 2000  | 2001  | 2002  | 2003  |
| ----- | ----- | ----- | ----- | ----- | ----- | ----- |
| 1774  | ↗1782 | ↗1805 | ↗1829 | ↘1809 | ↘1803 | ↘1764 |
| 2004  | 2005  | 2006  | 2007  | 2008  | 2009  | 2010  |
| ↘1732 | ↘1718 | ↘1708 | ↘1703 | ↗1705 | ↘1701 | ↗1764 |
| 2011  | 2012  | 2013  | 2014  | 2015  | 2016  | 2017  |
| ↘1762 | ↘1693 | ↘1650 | ↘1644 | ↘1601 | ↘1562 | ↘1549 |
| 2018  | 2019  | 2020  | 2021  |       |       |       |
| ↘1487 | ↘1482 | ↘1477 | ↘1441 |       |       |       |

## Известные люди
- В селе родился народный артист РСФСР Владимир Кашпур (1926—2009).